# Bellarmine University
La Bellarmine University è un'università privata di indirizzo cattolico con sede a Louisville, nello stato americano del Kentucky.
Il Bellarmine College fu fondato nel 1950 da John Alexander Floersh, arcivescovo di Louisville, e intitolato a san Roberto Bellarmino. Fu elevato al rango di university nel 2000.